# Gunnar Røsbø
Gunnar Røsbø (Bergen, Norvégia, ?) az 1970-es és 1980-as évek norvég testépítője.

## Pályafutása
Élete korántsem volt szokványos. Valószínűleg egyike az olyan sportolóknak, akik rendhagyó módon éltek és edzettek. A testépítéssel a 70-es évek elején kezdett el foglalkozni Bergenben. Különleges edzésmódszerein a társai megbotránkoztak, mivel korán sem hasonlított az általuk követett módszerekhez, de eredményei rácáfoltak erre. Ő volt az a sportoló, akit nem érdekelt az egészséges életmód és a táplálkozási szokások: gyorsétterembe járt, hot dogot, hamburgert evett, cigarettázott és rengeteget ivott. A társai joggal tartották alkoholistának. Rövid pályafutása alatt olyan eredményeket ért el, amivel kevesen büszkélkedhetnek.
Norvégiában kezdte pályafutását, de miután jó eredményeket ért el, világméretű versenyeken is kipróbálta magát. Először csak a skandináv lapokban szerepelt, később pedig az amerikai testépítő magazinokba is bekerült. Számos testépítő lapban a mai napig szerepel, különc stílusa és eredményei miatt, az interneten a képeivel több videóklip is megtekinthető.

## Eredményei
- 1975: Mr. Europe 4. helyezés
- 1977: Mr. Universe – IFBB, nehéz súly 6. helyezés
- 1981: Amatőr Európa-bajnokság – IFBB, nehéz súly 1. helyezés
- 1981: Amatőr világbajnokság – IFBB, nehéz súly 2. helyezés
- 1982: Amatőr világbajnokság – IFBB, nehéz súly 2. helyezés